# Афанасьев, Илларион Афанасьевич
Илларио́н Афана́сьевич Афана́сьев (5 апреля 1905, Ускасы, Чебоксарский уезд, Казанская губерния — 19 мая 1975, Воронеж, СССР) — чувашский советский государственный деятель. Председатель Совета Министров Чувашской АССР.

## Биография
Родился в деревне Ускасы Чебоксарского уезда (ныне — в Мариинско-Посадском районе).
Окончил Московскую сельскохозяйственную академию имени Тимирязева (1930), аспирантуру Всесоюзного научно-исследовательского института удобрений и агротехники (1932). В 1931—1936 годах работал во Всесоюзном институте удобрений: руководил лабораторией земледелия Нечернозёмной зоны, был заместителем директора по научной работе. Кандидат сельскохозяйственных наук (1935).
Второй секретарь Орловского областного комитета КПСС (1945—1947), председатель Совета Министров Чувашской АССР (1947—1955).

…в Чебоксары прибыл из Ельца Орловской области. Проявил себя горячим сторонником реформ в сельском хозяйстве, был очень заинтересован в выращивании кукурузы. Повсеместное внедрение этого вида растения вызывало тогда немало толков, пересудов, анекдотов в адрес Н. С. Хрущёва, главного «кукурузника». У чувашского «кукурузника» Афанасьева во дворе под окнами в палисаднике белели початки, шумела листвой «королева полей».— А. И. Терентьев
С февраля по сентябрь 1955 года — директор Чувашского научно-исследовательского института языка, литературы и истории (ЧНИИ ЯЛИ).
Депутат Верховного Совета РСФСР 2-го созыва, депутат 3−4 созыва Верховного Совета СССР.
В 1955—1971 годах находился на научно-педагогической работе в Чувашской АССР и Воронежской области. Умер 19 мая 1975 года в Воронеже. 

## Память
Похоронен на мемориальном кладбище города Чебоксары.
В деревне Ускасы на доме, где родился и вырос И. А. Афанасьев, установлена мемориальная доска.  

## Сочинения
- Руководство по применению удобрений под картофель / И. А. Афанасьев ; Под ред. проф. А. Н. Лебедянцева, Т. А. Рунова и С. С. Сигаркина ; НКЗ СССР. Всесоюз. акад. с.-х. наук им. В. И. Ленина. Всесоюз. науч.-исслед. ин-т удобрений и агропочвоведения (ВИУА) им. К. К. Гедройца. — Москва ; Ленинград: Сельхозгиз, 1933. — 61 с.
- Руководство по применению удобрений в Чувашской республике / И. А. Афанасьев, С. М. Любимов ; Чуваш. станция удобрений и агропочвоведения ВИУА. — Чебоксары: Чуваш. гос. изд-во, 1934.
- Восстановление и развитие сельского хозяйства Орловской области в новой пятилетке / И. А. Афанасьев. — Орёл: Изд-во газ. «Орлов. правда», 1946. — 31 с.
- Задачи сельских Советов в подъеме сельского хозяйства и культуры. — Чебоксары: Чувашгосиздат, 1954. — 39 с.
- Кукуруза — ценная кормовая культура. — Чебоксары: Чувашгосиздат, 1955. — 44 с.
- Кукуруза в Чувашской АССР / И. А. Афанасьев, канд. с.-х. наук. — Чебоксары: Чувашгосиздат, 1956. — 83 с.
- Методические советы к лекции на тему: «Минеральные удобрения». — Воронеж: Коммуна, 1964. — 83 с.

## Награды
- Орден Ленина,
- Орден Трудового Красного Знамени (дважды),
- Орден «Знак Почёта»,
- медали[1].